# Rezerwat przyrody Czapliniec Bełda
Rezerwat przyrody Czapliniec Bełda – leśny rezerwat przyrody położony na terenie gminy Rajgród w województwie podlaskim.
Powołany w 1933 r. i ponownie zatwierdzony w 1958 r., następnie powołany ponownie zarządzeniem Regionalnego Dyrektora Ochrony Środowiska w Białymstoku z dnia 25 maja 2015 r.
Rezerwat utworzono na powierzchni 11,58 ha początkowo dla ochrony kolonii lęgowej czapli siwej. Ptaki te przeniosły się jednak na stanowiska bliżej jezior i w 1975 roku na terenie rezerwatu już ich nie było. W rezerwacie występuje ponad 200-letni drzewostan o pierwotnym charakterze (zbiorowisko grądowe), a wraz z nim ksylofagi i dziuplaki. Na terenie rezerwatu można zaobserwować m.in. takie gatunki jak: pomocnik baldaszkowy, wawrzynek wilczełyko, nowellia krzywolistna, bocian czarny czy muchołówka mała.
W 2017 roku rezerwat został udostępniony dla ruchu pieszego.